# JR福知山線出軌事故
JR福知山線出軌事故（日语：JR福知山線脱線事故）是发生於日本兵庫縣尼崎市的一次重大铁路事故。2005年（平成17年）4月25日上午9時18分，一列西日本旅客鐵道（JR西日本）行驶在福知山線（官方暱稱「JR寶塚線」）上的快速電車因為脫軌撞擊路旁公寓大樓，事故共造成包括車長在内的107人死亡，562人受傷，而是次事故亦是亞洲於2000年代數一數二的陸上交通災難之一。

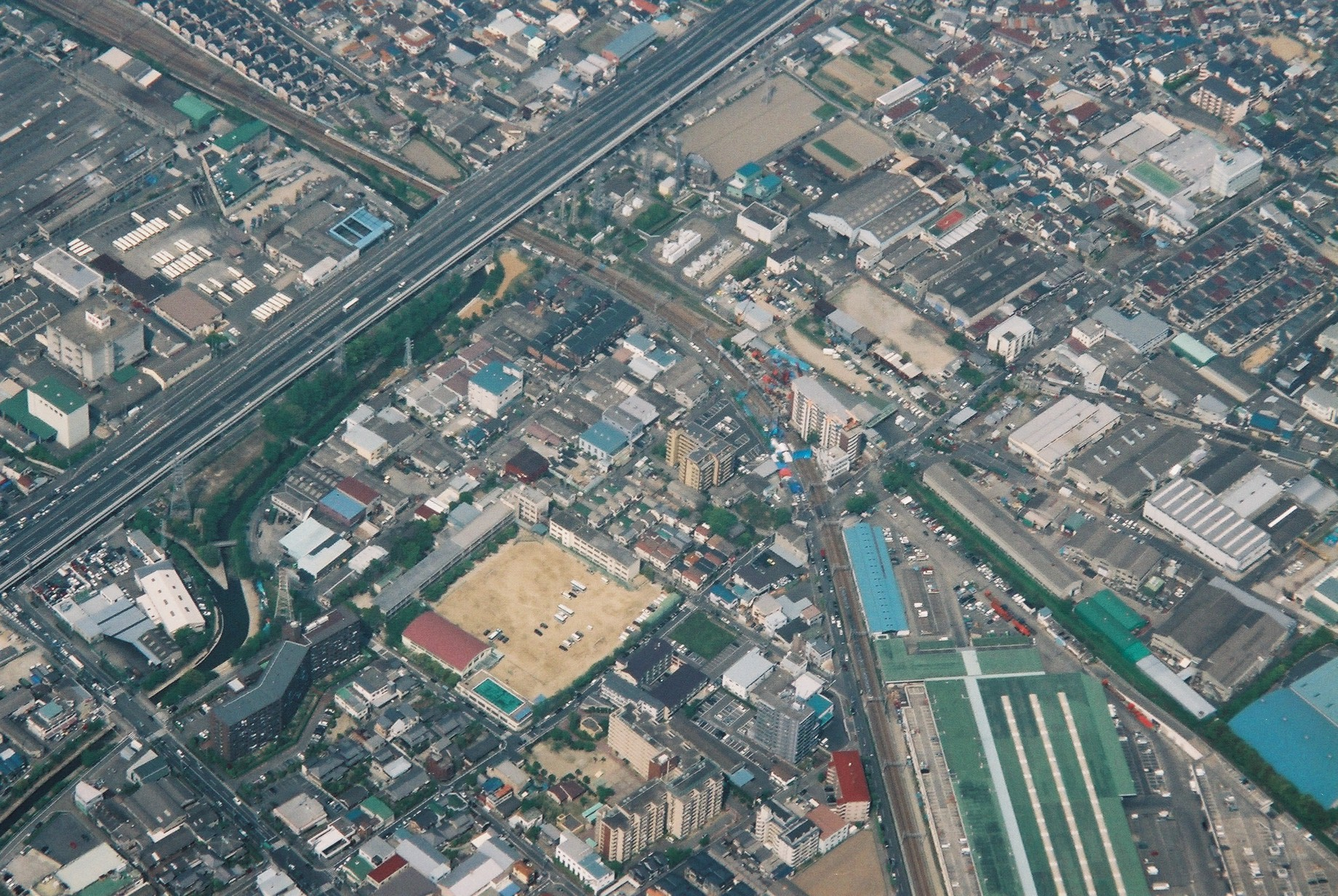
事故发生4日後航拍现场，铁路周围蓝色围布下为列车残骸

## 事故概述
事故發生地點位於JR西日本福知山線上塚口站與尼崎站間，一個位於兵庫縣尼崎市久久知（久々知），塚口以南約1公里的彎道區間上（彎位曲線半徑304公尺）。一列由寶塚駛往同志社前（JR東西線，別稱「JR學研都市線」）的上行快速電車（車型為JR西日本207系0·1000番台（Z16+S18編成），七節車廂編組，班次編號5418M，此事故後該班次編號停用）在行經該路段時，前五節車廂突然出軌，其中二節撞擊鐵路旁9層樓公寓大樓一樓室內停車場的外部結構，不鏽鋼製車廂嚴重變形，車內乘客傷亡慘重。截至4月28日下午現場的搜救工作結束為止，共有107人死亡（包括23歲的車長高見隆二郎，死者中有59人為男性，48人為女性），562人受傷。
肇事列車是一列混編列車，由前面的四節車廂與後面的三節車廂組成，預計在中途的京田邊分離。列車從行駛方向數去的前四節車廂（207型0番台，Z16編成）與後三節車廂（207型1000番台，S18編成）是不同時期製造，其中較新穎的後三節車廂最前端（也就是列車的第五節車廂）上，裝置有一個能在緊急煞車系統啟動5秒後開始紀錄電車速度的「監視控制器」（モニター制御裝置）。根據國土交通省航空與鐵道事故調查委員會事後分析控制器裡面的速度紀錄，得知第五節車廂在出軌事件發生當時的車速曾高達每小時108公里，而到達事發地點前，肇事電車以時速120公里通過前一站塚口站，並以時速116公里通過失事彎道。
列車出軌後，一號車廂立即翻倒撞進鐵路旁公寓大樓一樓的立體停車場中，而二號車廂則是以車側橫撞上建築物卡在外壁上，並且被隨後追撞上來的三號車廂擠壓成「L」字形嚴重受損。由於撞進停車場中的一號車廂也撞及部分停在建物裡的汽車導致車輛漏油，為避免引發火災，搜救人員不敢隨意動用噴焊槍或電鋸之類的設備，因而提升了救援作業的困難度。搜救人員從三號車開始依序將車廂切開救出裡面受困的乘客，在24小時不停休的搶救之下，搜救工作於3天後的4月28日下午，在尋獲被卡在列車最前端年輕司機的遺體後，宣告結束。
另外事故發生時，下行方向（與涉事列車相反方向）有一列從新大阪開往城崎溫泉站的特急列車「北近畿3號」接近現場，雖事故列車車長嘗試施作防護無線發報但未成功，幸由於軌道電路已短路（使號誌轉為紅燈），加上居民按下平交道的緊急按鈕，使得該特急列車的司機員察覺而在100米外緊急停車，避免了二次事故。
由於遭列車撞擊的建築物有倒塌的危險，因此JR西日本安排受影響的42戶人家暫時入住旅館避難。
此事故震驚日本國內及海外，成為了不少傳媒報章的頭條。法國總統、德國外長、美國國務卿及中國駐日大使王毅均對日本政府就事件表示慰問。
事故之後，福知山線尼崎站至寶塚站之間路段暫時停駛，北近畿號、文殊號及丹後發現者號等特急列車只行駛到福知山站為止。福知山線沿線各站開行替代行駛巴士，不少乘客改搭乘阪急的列車往來大阪、三宮等站。
線路修復工程於同年5月30日開始，但因為沒有與周遭住戶溝通，而招致抗議後短暫停工，JR西日本挨家挨戶與住戶溝通，取得同意後才恢復工程。修復工程於同年6月3日完成，6月7日開始試運轉，6月19日恢復通車，通車後寶塚尼崎間路段最高時速從120公里降至95公里，事故的急彎速限則由70公里降為50公里。事故班次編號5418M不再使用，同班車改為5818M。
現今同時段班次編號改為5442M。

## 原因

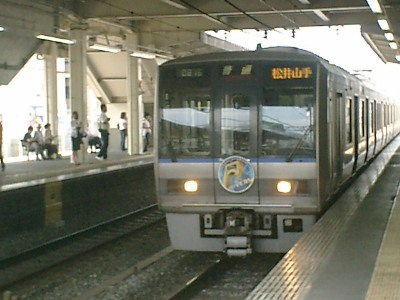
西日本旅客鐵道207系電聯車（跟事故列車為相同車款），攝於JR德庵站

根據航空與鐵道事故調查委員會，出事原因相當複雜。調查指稱，橫曲線半徑達300米的出事現場「是一個相當急的彎位」。不過，現場附近裝設的自動列車停止裝置（ATS-Sw）是日本仍使用中最舊的款式。加上彎位半徑304米的缘故，這個彎位並没有護軌等防止出軌的安全措施。

### 嚴苛的誤點處罰
事故列車的司機，在前一站伊丹站超過停止線約72公尺（過走），需要倒退回標準位置，導致誤點1分20秒。在JR西日本的政策下，司機誤點達一分鐘或以上，會遭處分，接受嚴苛的「日勤教育」；官方報告指出，司機為避免接受日勤教育，加上當日司機聽到車長經內線上報在前一站伊丹站超過停止線約8公尺（實際為72公尺）而需要倒車駛回停止線的失誤，「將車速推至極限以圖追回誤點的時間」（到達事發地點前，肇事電車以120km/h通過前一站塚口，並以116km/h抵達失事彎道），同時該失誤也「令司機分心，導致列車到失事彎道時延誤啟動煞車」，結果到彎道前（事發前4秒）才減速，即使使用了緊急制動，也已來不及將車速減至限制速度以下（70km/h），而造成嚴重的出軌事故。
另外，報告指出不應將責任全推給駕駛員，JR西日本明知對列車施加時間緊迫顯然造成風險，苛刻管理（包括日勤教育在內）也是出事可能原因之一。
這次意外與2000年3月8日發生的「營團地下鐵日比谷線事故」不同，後者是因列車在進站低速通過「之」字彎道時，因車輪相對重量不平衡而引至脫軌，以致於出軌撞上對向路線上運行中的列車。

## 問題點
這次事故引發了很多討論，許多問题受到了批評和質疑：

### 關於列車司機
- 由於第一線駕駛經驗只有11個月，駕駛技術和工作方式上仍不成熟就交付行駛困難的路線。此與國鐵時代的司機員大量退休，以至於人員的質素與數量青黃不接有關。
- 在2004年6月8日，即事發前十個月，就任時長僅約三週的該列車司機曾過站100米，受日勤教育處罰達13天，可能因不願再受同類處分（當時該車組已在當日有兩項該上報的失誤，出事25分鐘前闖過一組紅燈以及在出事四分鐘前在伊丹站過站72公尺），促成出現將車速推至極限的壓力行為。[2]
- 在伊丹站發生的過站不停之問題上，出現司機與車長私下協商，組員隱瞞事實的情況；然而實際為72公尺，兩人打算假報為過站八公尺，期間駕駛與車掌溝通數字導致的分心。
- 為了方便旅客於尼崎站轉搭往神戶和新大阪方向的電車，加上要討論追回時刻（從最後出發車站——伊丹站已誤點1分20秒），緊迫下超速行駛以彌補因列車問題所延誤的時間。
- 事發前四秒司機才開始剎車，但最初使用的不是緊急煞車而是普通煞車，且不是馬上用最大軔力（根據官方報告，司機開始煞車時是用五段，出事前不久才增加至最大軔力八段；可能因為司機不想用而避免第三次該上報的失誤——因使用緊急剎車需要向公司上報而接受處分），處罰政策設計不良可能造成這場悲劇更加嚴重。[2]

### 關於線路設備
- 事故發生現場所在的彎道，並未設置預防出軌的內護軌。
- 之前福知山線只能和JR神戶線直通運行，但在1995年時，JR西日本為了配合能1997年開通的JR東西線直通運行，縮短至尼崎和大阪的行車耗時。但因東西線被夾在神戶線的新快速、快速和普通用的路軌之間，使福知山線路軌在9月29日改建，使其必須使用神戶線的路軌方可和轉入東西線直通運行。
- 另一方面，當時往尼崎方向（上行）路軌和往福知山方向（下行）路軌為分開，配合車站的擴建和前述路軌改建，JR西日本將上行路軌改建至和下行路軌並行，使案發路軌的曲率半徑由原本較緩和的600公尺縮減至較彎曲的304公尺。
- 雖然是非常繁忙的路線，但是自動列車停止裝置上只使用了ATS-SW，是當時日本國內仍在使用的ATS設計中最舊的一款。

### 關於路線周邊環境
- 肇事電車撞上的住宅樓宇跟路線僅有不足6公尺的距離。
- 根據日本2005年NHK報導節目《CLOSE UP現代》，事故發生之原路段在國鐵時期是貨物列車調度站。在改為JR西日本之後，鑑於土地利用與重工業沒落，遂將其調度站裁撤，並改建成現有路段（上下行雙線化），然而計畫之初卻沒有考慮保持原有的直線上下線，而是現在所看到的S字型彎道，這讓人質疑不但讓列車行駛於該路段必須減速，甚至也是造成此次事故的間接原因。有專家指出若是當初採用直線直接通往尼崎站的話，列車速度不僅大幅提昇，亦可能避免掉此次重大意外。惟通過路段之後，受限於物理原因，必須以高架橋路段跨過東海道本線而駛入尼崎車站（因寶塚線是與1997年開通的東西線的地下化路段直通，所以寶塚線的月台是在尼崎車站的最中間,所以才出現前述的事發路段304公尺的曲率半徑的原因），由於此一原因，彎道形成的原因被視為是減少坡度所致。然而詳情卻不清楚。
- 此路段「JR寶塚線」正式名稱「福知山線」，是京阪神通往山陰地區的重要幹線之一。原本此一路段並沒有考慮行駛通勤電車，故與山陰本線所面臨的兩個問題大致雷同：一是線路設計標準，原有的福知山線與山陰本線，是以考量通往山陰地方的聯絡，僅需行車即可，也因此電氣化年代最晚；然而1986年11月1日全線電氣化之後，受限於先前尚未電氣化時代的線路，彎道較多的情形則未改善，爾後有改良工程，如雙線化與部份路段以截彎取直方式改建，必要時配合地形修築隧道與橋樑，但福知山至篠山口路段仍為單線，使得列車會車的時間必定受到延誤，列車調度的彈性也不足。其二是與山陰本線單線有關，山陰本線目前從京都到城崎溫泉車站為電氣化，城崎溫泉至伯耆大山站長達160公里路段仍為未電氣化區間，但單線區間與彎道多的問題仍舊未能獲得改善，故京都與大阪至山陰地方的列車，只要稍有延誤就會影響到其他線路的轉乘，同時各站停車與快速等級的電車就必須遷就於特急列車的誤點（如往來大阪到城崎溫泉的「特急北近畿號」列車，與往來天橋立車站的「丹後發現號」，在天候不佳與觀光旺季的情形下列車誤點時有所聞）；此一情形下，準點率大幅降低。偏偏在高度經濟成長期，大量的勞動人口湧入了以往福知山線沿線的新市鎮（尤以寶塚到新三田最嚴重），大批國宅興建，使得人口爆增，一時之間列車運能跟不上通勤人口成長速度，又因過去不考慮通勤的情形下單一列車皆以四至七節車廂為主，使得單一車次載客量一直無法提昇，月台長度又受限於舊的土地利用無法擴建，以致通勤尖峰時間上下車人次過多導致誤點。另外，福知山車站是山陰本線和寶塚線及舞鶴線等的重要樞紐，轉乘與直達列車相互干擾，一直是困擾着JR西日本的重要問題。

### 關於JR西日本經營方針
- 為了跟自國鐵時代就有惡性競爭的私鐵公司（同區間有阪急電車寶塚線可直通大阪梅田與三宮）抗衡，實施日勤教育，嚴懲誤點的司機，然而根據日本2005年NHK特別節目報導（CLOSE UP現代），JR西日本當時所實施的日勤教育，並非針對列車司機員與車長進行精進教育，而是以學長學弟制對新進人員辱罵與處罰清潔廁所等職場霸凌行為，這對於提升司機的技術沒有任何幫助，一般推測致使該名司機員不顧路段限速而超速行車的原因，反而是害怕被學長欺負，此外由於該員先前也有誤點兩次的紀錄，曾被口頭告知若是再犯就會面臨解僱的情形，在列車情況不佳，公司又不檢討是否有硬體上的缺失，加以制度面所帶來的壓力，終於造成這場悲劇。[4]
- 「餘裕時分（日语：余裕時分）」（時間補償）全廢，餘裕時分是指站與站之間的最短行車時間上加數秒至數十秒的時間，以便在誤點時逐漸追回。JR西日本在事發時的政策是在設計時刻表時沒有加上時間補償；令第一線承受不超速就會被處罰的心理緊張，助長冒險違規駕駛的風氣。
- 班次過密（根據日本2005年NHK特別節目報導，當時尖峰時段列車車次數量，為兩分鐘一班車，超過當時線路所能負荷之量，這還不包括特急列車在內）；同時與人力與準備的不足。
- JR西日本在2002年重新整理行車時間表，令事故路段容許誤點的時間由71秒降至29秒，容錯空間大幅縮小。
- 只注重行車時間的準確率，却疏忽了行車之安全性。
- 電車車身的採用不鏽鋼車身設計，只顧輕巧而忽略了的橫向防撞能力。且由於部分車輛性能存在差異而使司機員抱怨，事故後重新修改車輛性能已改善。

## 紀念
JR西日本依罹難者家屬及受傷者的意見，於事故現場闢建名為「祈禱之森」（ Inori no mori）的紀念園區，設有紀念館及紀念碑，紀念館坐落於部份保存的被撞擊公寓，內部展示事故發生的經過，及罹難者家屬寫的信等紀念物。紀念碑刻有罹難者的名字。紀念館與紀念碑完工後，於2018年9月14日對罹難者家屬開放，同月21日起對外開放。
事故後每年的4月25日現場皆舉行悼念，而當日同班次列車（由於歷年來時刻表改正，班號和時間約有變動）會慢速行駛該路段並以長鳴笛向罹難者哀悼。

## 類似事故

### 彎道超速肇禍
- 2013年聖地亞哥-德孔波斯特拉火車事故：2013年7月24日，一列從西班牙馬德里往聖地亞哥-德孔波斯特拉的Alvia客運列車，在進入聖地亞哥-德孔波斯特拉的車站之前發生出軌事故，造成78人死亡，178人受傷。
- 2008年膠濟鐵路列車相撞事故：2008年4月28日發生在中國山東省淄博市膠濟鐵路王村站附近，因鐵路局間調度命令傳遞混亂造成T195次司機員使用的IC卡資料未更新，王村站亦未通知該列車相關限速，加上司機員未確實瞭望，最後在彎道時超速出軌，車廂並侵入對向路線和5034次列車發生衝突，造成72人死亡，416人受傷。
- 2018年宜蘭普悠瑪列車出軌事故：2018年10月21日下午4點50分，一列從台灣樹林車站開往臺東車站的6432次普悠瑪自強號，於宜蘭縣蘇澳鎮新馬車站發生列車出軌意外，造成18人死亡，215人（包含司機員）受傷。是普悠瑪號列車開行以來最重大之事故。

## 延伸資料
- 國家地理頻道2012年至2013年節目《重返危機現場》（Seconds From Disaster）拍成紀錄片，在第六季第七集播放。
- 2014年日本導演三宅響子與NHK拍了一個紀錄片，片名《死亡列車終點站（原名；）》，該片回顧事件發生原因，並訪問當事人或其家屬，探討那一天發生的事故。2015年臺灣公視以「80秒殺人事件」播出此紀錄片，並在2018年宜蘭普悠瑪列車出軌事故發生後不久再度重播。
- 國家地理頻道節目《絕處逢生（英语：Trapped (2007 TV series)）》以《大阪火車意外》為標題，採訪第一線救援人員、家屬、倖存乘客，並輔以模擬現場拍攝的短片製作，於第一季第三集播出。
- 2018年，松本創採訪事件遺族和後續事故處理，撰寫《軌道―福知山線脱線事故ＪＲ西日本を変えた闘い》，並由東洋經濟新報社出版。該書繁體中文由游擊文化獲得版權，2020年10月出版《軌道：福知山線出軌事故，改變JR西日本的奮鬥》，譯者黃耀進。ISBN 9789869934718

## 外部連結
- 運輸安全委員会（页面存档备份，存于） （日語）
- Yahoo! News - JR福知山線脱線事故 （日語）
- 維基新聞報導 （英文）